# Penthimia minuta
Penthimia minuta är en insektsart som beskrevs av Rauno E. Linnavuori 1977. Penthimia minuta ingår i släktet Penthimia och familjen dvärgstritar. Inga underarter finns listade i Catalogue of Life.